# Carrinho de mão

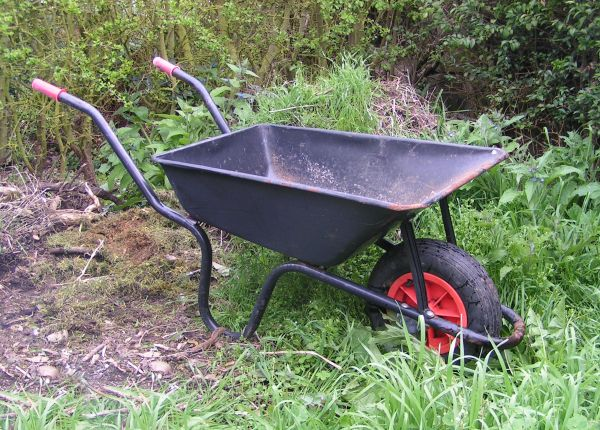
Um carrinho de mão moderno

O carrinho de mão ou carriola é um tombador pequeno movido a energia humana usado para transportar pesos ou geralmente terra ou areia em construções. Usado também nas fazendas ou nos jardins, o carrinho de mão facilita o deslocamento de cargas que podem ser pesadas ou meramente incômodas. É composto de uma roda e dois braços e o centro de gravidade fica perto da roda.

## Histórico

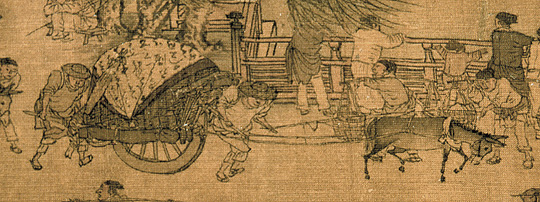
O carrinho de mão chinês da Dinastia Hã

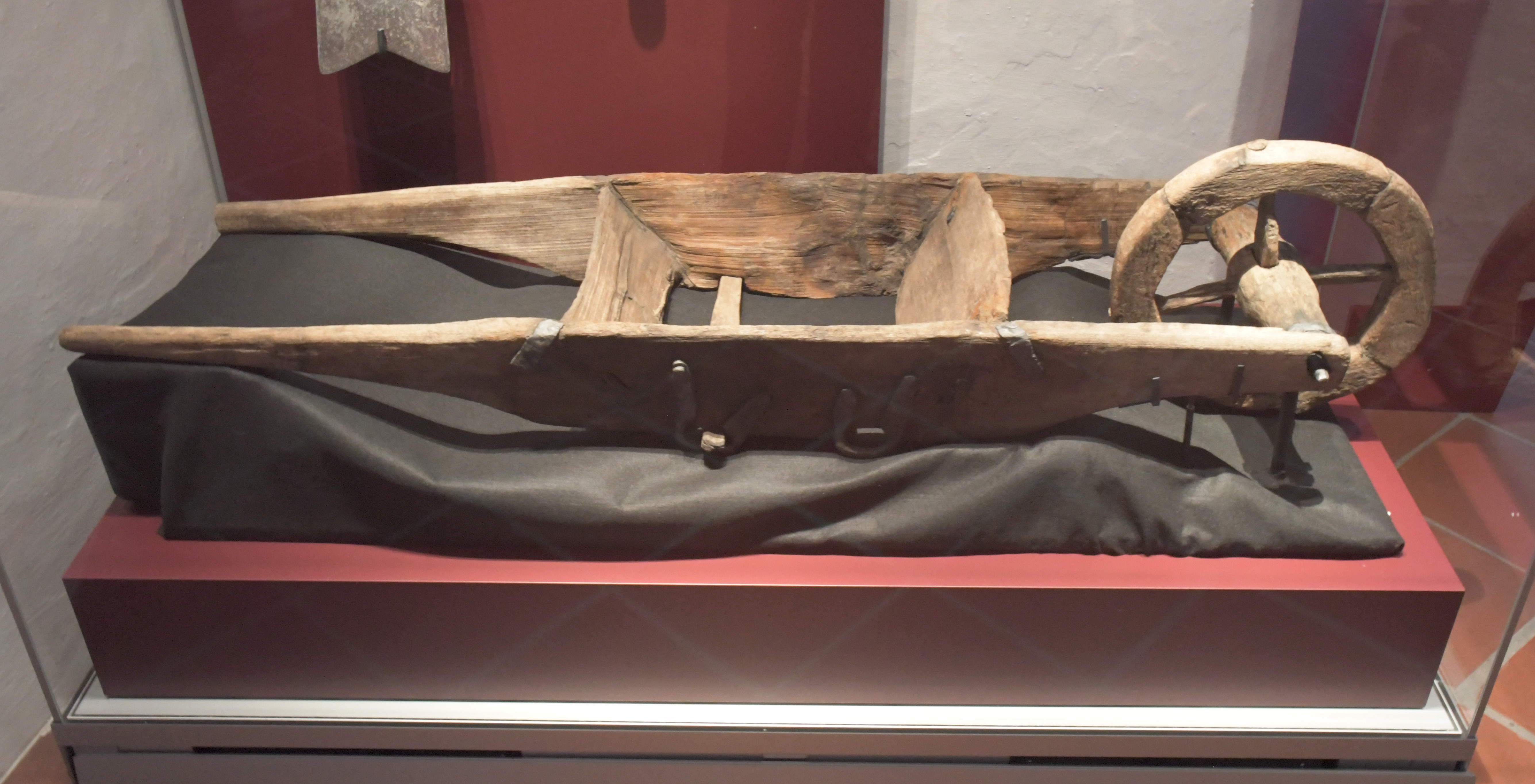
O mais antigo carrinho de mão europeu sobreviveu de Ingolstadt, ca. 1537

Os primeiros carrinhos de mão com evidências arqueológicas na forma de um carrinho de uma roda vêm dos murais de tumbas do imperador Hui da Dinastia Han do século II e relevos de tumbas de tijolos.

## Em dialetos regionais

### No Brasil
- Cariola (Rio Grande do Sul)
- Carriola (São Paulo)
- Carro de mão (Região Nordeste do Brasil)

## Carrinho de vários paises

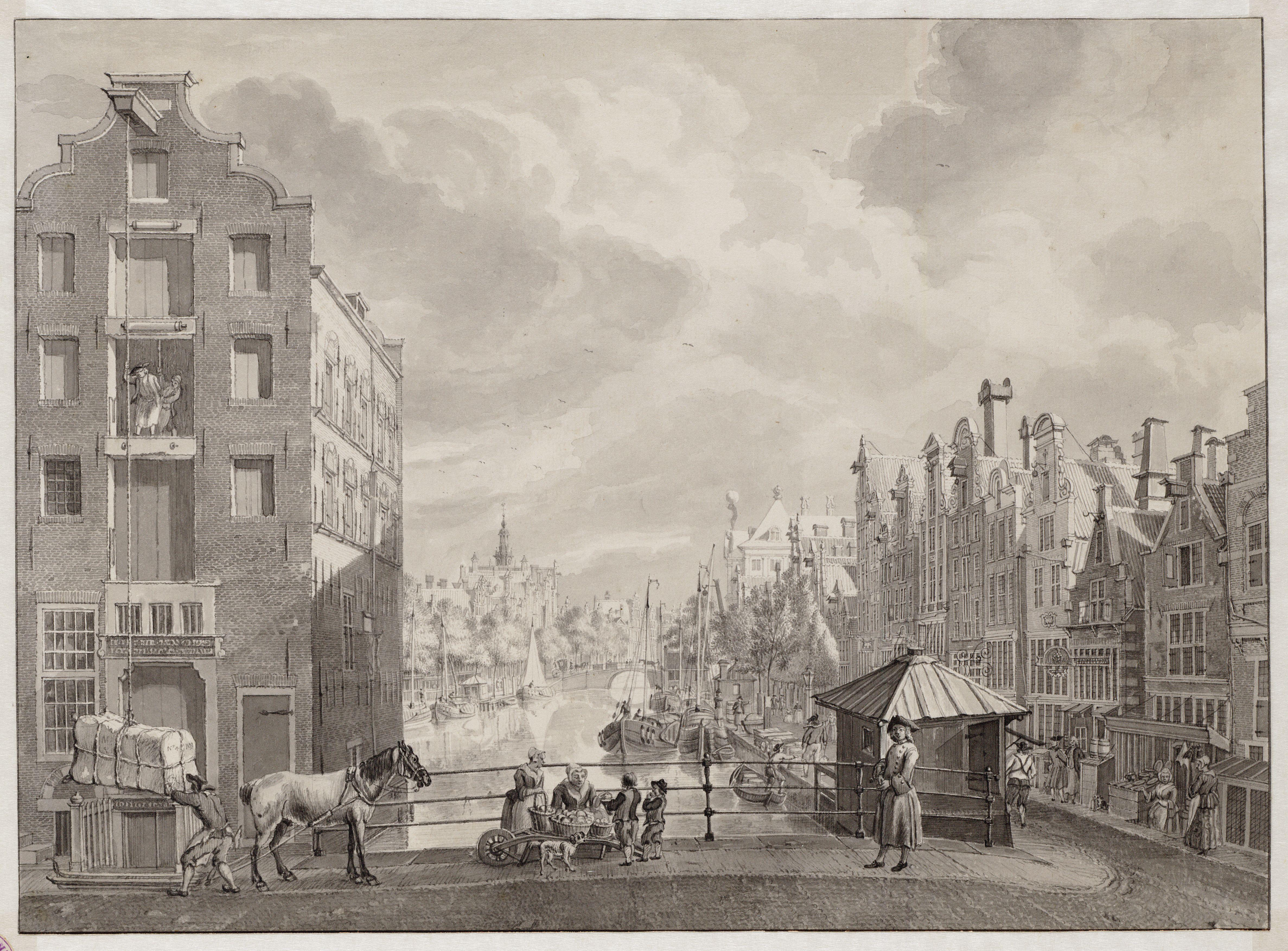
Holanda, 1775

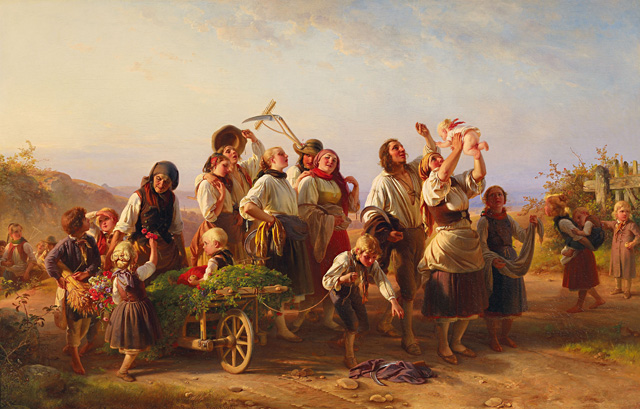
Alemanha, XIX

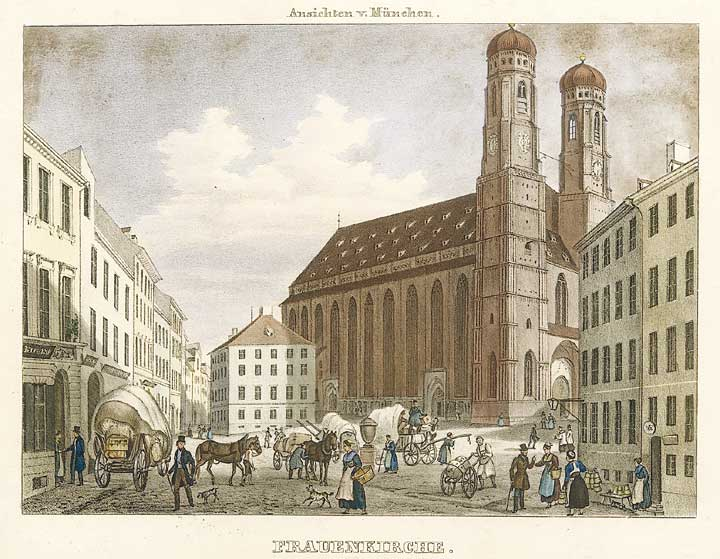
Alemanha, 1839

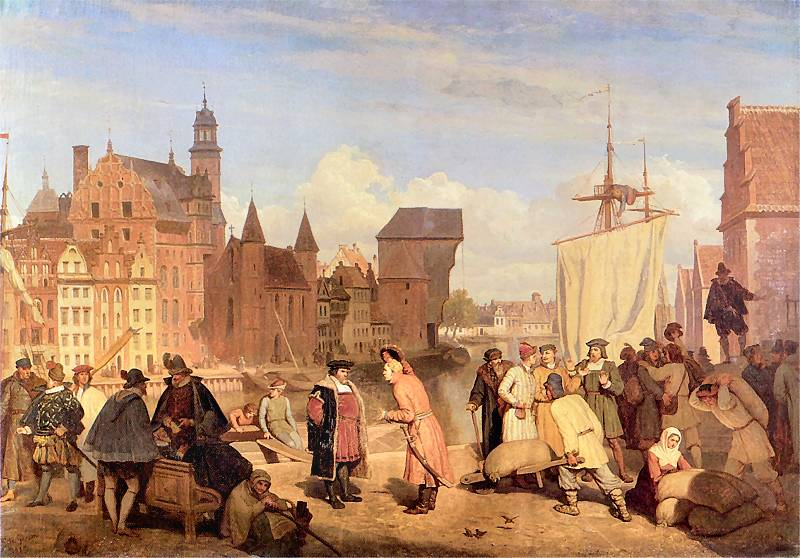
Polônia, 1865

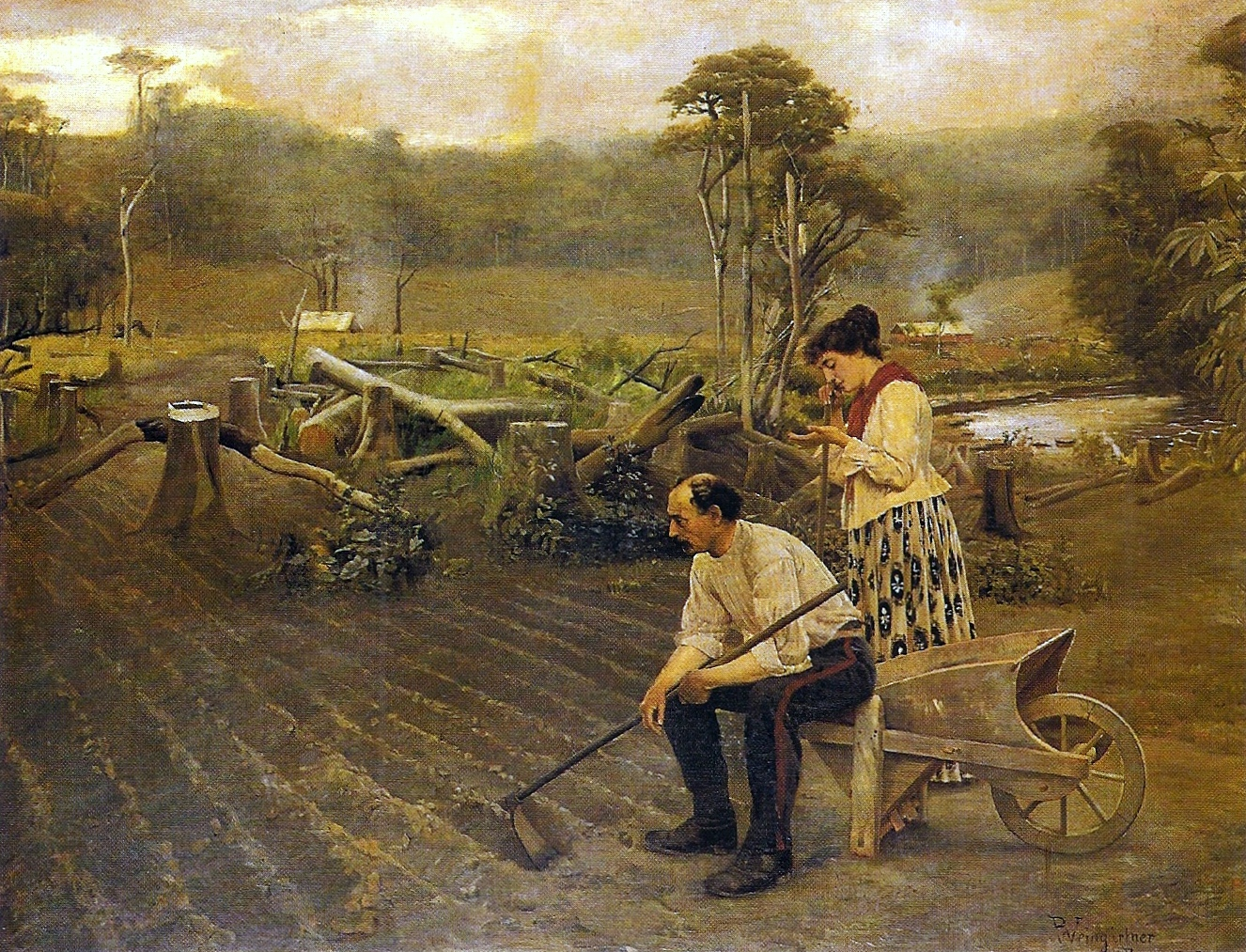
Brasil, 1889